# Попецух білоокий
Попецух білоокий (Pseudochelidon sirintarae) — вид горобцеподібних птахів родини ластівкових (Hirundinidae). Рідкісний вид, що поширений в Південно-Східній Азії.

## Назва
Видова назва sirintarae вшановує таїландську принцесу Сіріндхорн (нар. 1955).

## Поширення
Попецух білоокий був виявлений у 1968 році таїландським орнітологом Кітті Тхонглонг'я, який отримав дев'ять екземплярів, виловлених професійними птахоловами під час обстеження перелітних птахів на нічному лежбищі в найбільшому прісноводному озері Таїланду Буенг Борафет поблизу міста Накхонсаван. Орнітологи вперше побачили вид живим в дикій природі на тому самому місці зимівлі у 1977 році. Вид бачили лише в озері, завжди між листопадом і лютим.
Місця гніздування виду невідомі. Це можуть бути лісисті річкові долини на півночі Таїланду чи півдня Китаю. Камбоджа і М'янма також розглядається як можливий гніздовий ареал виду.

## Опис
Птах досягає 18 сантиметрів завдовжки. Голова і підборіддя оксамитово-чорні з блакитним блиском. Верх і хвіст глянцеві зелено-чорні, контрастують із сріблясто-білою смугою на крупі. Крила чорні зі світло-коричневим відтінком уздовж внутрішніх перетинок. Нижня сторона чорна з блакитно-зеленим блиском. Виділяються два подовжених хвостових пера завдовжки 9 см із тонкими дротяними вимпелами. Очі білі. Дзьоб зеленувато-жовтий з чорним кінчиком. Ніжки тілесного кольору. У молодих птахів голова і низ коричневі. У них відсутні подовжені хвостові пір'я.